# 于尔多斯
于尔多斯（法語：Urdos，法語發音：[yʁdɔs]）是法国大西洋比利牛斯省的一个市镇，属于奥洛龙-圣玛丽区。

## 地理
于尔多斯（42°52'23"N, 0°33'18"W）面积36.27 平方千米，位于法国新阿基坦大区大西洋比利牛斯省，该省份为法国东南部省份，涵盖了贝阿恩与北巴斯克，西临大西洋比斯開灣，北至朗德省，东北接热尔省，东临上比利牛斯省，南与西班牙接壤。
与于尔多斯接壤的市镇（或旧市镇、城区）包括：艾萨、安索、哈卡、埃措特、拉兰斯、博尔斯。
于尔多斯的时区为UTC+01:00、UTC+02:00（夏令时）。

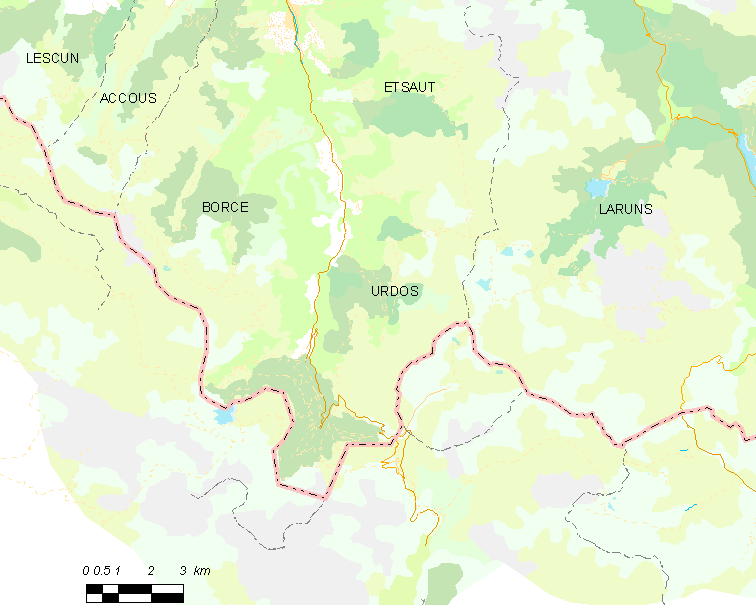
于尔多斯的OSM定位图

## 行政
于尔多斯的邮政编码为64490，INSEE市镇编码为64542。

## 政治
于尔多斯所属的省级选区为奥洛龙-圣玛丽第一县。

## 人口

1962-2008年间于尔多斯人口变化图示

于尔多斯于2022年1月1日时的人口数量为70人。